# Perris
Perris város az USA Kalifornia államában, Riverside megyében. Lakosainak száma 78 700 fő (2020. április 1.).

## Népesség
A település népességének változása:

| 2010 | 68 386 |
| 2020 | 78 700 |